# Servio Sulpicio Rufo (tribuno consolare 388 a.C.)
Servio Sulpicio Rufo (fl. IV secolo a.C.) è stato un politico e militare romano.

## Primo tribunato consolare
Nel 388 a.C. fu eletto tribuno consolare con Tito Quinzio Cincinnato Capitolino, Quinto Servilio Fidenate, Lucio Lucrezio Tricipitino Flavo, Lucio Aquilio Corvo e Lucio Giulio Iullo.
I tribuni guidarono i romani in una serie di razzie nei territori degli Equi e in quelli di Tarquinia, dove presero con la forza Cortuosa e Contenebra, che furono saccheggiate.
Intanto a Roma i tribuni della plebe cercarono di portare la discussione sulla suddivisione dell'agro pontino, strappato ai Volsci l'anno precedente.

## Secondo tribunato consolare
Nel 384 a.C. fu eletto tribuno consolare Marco Furio Camillo, Gaio Papirio Crasso, Publio Valerio Potito Publicola, Servio Cornelio Maluginense e Tito Quinzio Cincinnato Capitolino.
Tutto l'anno fu segnato dalla vicenda del processo condotto contro Marco Manlio Capitolino, conclusasi con la sua condanna a morte.

## Terzo tribunato consolare
Nel 383 a.C. fu eletto tribuno consolare con Lucio Valerio Publicola, Lucio Emilio Mamercino, Aulo Manlio Capitolino, Lucio Lucrezio Tricipitino Flavo e Marco Trebonio.
A Roma arrivarono diverse notizie di ribellioni; dai soliti Volsci, dai Prenestini, oltre che dagli abitanti di Lanuvio, cui fu dichiarata guerra, che però non poté essere condotta quell'anno, per la carestia e la peste che avevano colpito Roma.